# Rescatando a Sara
Rescatando a Sara es una miniserie española dirigida por Manuel Ríos San Martín y escrita por Mónica Martín-Grande. La producción, de Atresmedia está basado en hechos reales recogidos por el periodista Javier Ángel Preciado. Consta de dos episodios emitidos por Antena 3 entre el 22 de abril de 2014 y el 29 de abril del mismo año.

## Argumento
Leticia Moracho (Carmen Machi) es la madre de Sara (Sandra Melero), una niña de 9 años de edad secuestrada por su padre Abdel (Abdelhatif Hwidar), el cual tras radicalizarse se la lleva a Basora, Irak a pesar de la guerra. Decidida a recuperarla, viaja hasta el país de su exmarido con el fin de traerla de vuelta teniendo que hacer frente a las trabas administrativas y culturales del territorio.

## Reparto
- Carmen Machi es Leticia Moracho
- Fernando Guillén Cuervo es Javi
- Sandra Melero es Sara
- Claudia Traisac es Laura
- Andreas Muñoz es Carlos
- Abdelhatif Hwidar es Abdel

## Producción
La producción está basada en la experiencia por la que tuvo que pasar Leticia Moracho en 2006 cuando tras divorciarse de su marido, este se la llevó a Irak, en aquel entonces en guerra. Considerada una "madre coraje" en el afán de recuperar a su hija, Carmen Machi interpreta el papel de Moracho siendo su primer trabajo dramático de su carrera.
La historia de Leticia quedó recogida en la novela del periodista Javier Ángel Preciado y fue rodado en 2011 en Madrid y Almería por la productora Bocaboca.

## Audiencia
| Parte | Título             | Fecha de emisión           | Horario | Espectadores | Share |
| ----- | ------------------ | -------------------------- | ------- | ------------ | ----- |
| 1     | Un año sin mi hija | Martes 22 de abril de 2014 | 22:40   | 2.359.000    | 12,1% |
| 2     | La niña del velo   | Martes 29 de abril de 2014 | 22:40   | 2.293.000    | 12,8% |

## Recepción y polémica
La emisión del primer episodio tuvo unos índices de audiencia discretos. El escaso seguimiento de la producción de Antena 3 se debió a que en la noche del martes, la miniserie competía con El Príncipe, la serie de éxito de Telecinco, que obtuvo un 25,7% de cuota. Aquella noche también se disputaba el partido de la UEFA Champions League entre el Atlético de Madrid y Chelsea en TVE 1 que consiguió un 45,7% de cuota.
En cuanto al capítulo final, los índices fueron similares a la semana anterior, volviéndose a enfrentar a El Príncipe, cuyo penúltimo capítulo registró un 25,7%.
Aunque no hubo controversias, durante la emisión del primer episodio se pudo ver escenas de una película porno que uno de los personajes estaba viendo al no poder dormir. Los derechos de tal película pertenecía a una productora pornográfica llamada Leche69.com y cuya web apareció acreditada en los créditos finales en el apartado de agradecimientos. La "anécdota" llegó a ser trending topic en las redes sociales como Facebook y Twitter entre otras. Desde Bocaboca explicaron que prefirieron contactar con el portal X para que les cediera las imágenes en lugar de "recrear" una escena porno.